# Un ciclone in convento
Un ciclone in convento (Um Himmels Willen) è una serie televisiva tedesca trasmessa dall'8 gennaio 2002 al 15 giugno 2021 per venti stagioni su Das Erste, il canale nazionale della TV pubblica tedesca ARD.
In Italia i diritti sono stati acquisiti dalla Rai, che ha trasmesso le prime dodici stagioni su Rai 1 dal 2 luglio 2004 al 7 settembre 2013; le restanti otto, invece, sono state trasmesse su Rai 2 dal 15 aprile 2016 al 1º agosto 2022.

## Trama
La serie descrive la turbolenta vita delle suore del convento della fittizia città di Kaltenthal, nella Bassa Baviera. Gli episodi ruotano maggiormente attorno a due temi: il sostegno a coloro che cercano assistenza e aiuto in una molteplice varietà di situazioni e la lotta per mantenere il monastero. Avversario della superiora del convento (fino all'ultimo episodio della quinta stagione sorella Lotte, interpretata da Jutta Speidel, poi sorella Hanna, interpretata da Janina Hartwig) e delle sue consorelle, è il sindaco Wolfgang Wöller (Fritz Wepper). La suora cerca costantemente di riorganizzare il convento secondo il suo servizio al benessere di Kaltenthal, e le consorelle combattono quotidianamente al suo fianco. Wöller è spesso supportato dalla madre superiora dell'Ordine delle Magdalene, che risiede a Monaco e che vuole vendere le proprietà che non ritiene redditizie (fra cui il convento di Kaltelthal) al fine di migliorare le finanze dell'Ordine. Wöller è spesso l'acquirente del convento, tramite il municipio che amministra, per realizzare le sue speculazioni finanziarie, rendendosi spesso responsabile delle preoccupazioni di coloro che sperano in un aiuto da parte delle suore. Con abili tattiche di persuasione, la superiora del convento riesce sempre a superare la resistenza del sindaco. Ogni volta che Wöller e sorella Hanna si scontrano, alla fine si apprezzano a vicenda.

## Episodi
La serie è composta da 260 episodi (e quattro lungometraggi), trasmessi in venti stagioni a partire dall'8 gennaio 2002 su Das Erste fino al 15 giugno 2021. In Italia sono state tutte trasmesse sulle reti Rai. 
| Stagione                 | Episodi | Prima TV Germania | Prima TV Italia |
| ------------------------ | ------- | ----------------- | --------------- |
| Prima stagione           | 13      | 2002              | 2004            |
| Seconda stagione         | 13      | 2003              | 2004-2005       |
| Terza stagione           | 13      | 2004              | 2005-2006       |
| Quarta stagione          | 13      | 2005              | 2006            |
| Quinta stagione          | 13      | 2006              | 2007            |
| Sesta stagione           | 13      | 2007              | 2008            |
| Settima stagione         | 13      | 2008              | 2009            |
| Ottava stagione          | 13      | 2008-2009         | 2009-2011       |
| Nona stagione            | 13      | 2010              | 2011            |
| Decima stagione          | 13      | 2011              | 2011-2016       |
| Undicesima stagione      | 13      | 2012              | 2012-2013       |
| Dodicesima stagione      | 13      | 2013              | 2013            |
| Tredicesima stagione     | 13      | 2014              | 2016            |
| Quattordicesima stagione | 13      | 2015              | 2016            |
| Quindicesima stagione    | 13      | 2016              | 2016            |
| Sedicesima stagione      | 13      | 2017              | 2017            |
| Diciassettesima stagione | 13      | 2018              | 2018-2019       |
| Diciottesima stagione    | 13      | 2019              | 2020            |
| Diciannovesima stagione  | 13      | 2020              | 2021            |
| Ventesima stagione       | 13      | 2021              | 2022            |

## Film per la televisione
Sulla serie sono stati prodotti ben quattro film per la televisione e trasmessi tutti in occasione del periodo natalizio. Il primo, intitolato Natale a Kaltenthal, è stato prodotto nel 2008 e si colloca cronologicamente tra la settima e l'ottava stagione della serie televisiva. Il film è stato trasmesso per la prima volta il 23 dicembre dello stesso anno in Germania, mentre in Italia è andato in onda in prima visione su Rai 1 il 25 dicembre 2009.
Un secondo film per la televisione, intitolato Weihnachten unter Palmen e collocabile cronologicamente tra la nona e la decima stagione, è andato in onda per la prima volta sul canale tedesco Das Erste il 25 dicembre 2010. Il film sarebbe dovuto andare in onda in Italia con il titolo Un ciclone in crociera su Rai 1 il 27 dicembre 2012, ma poi non è più stato trasmesso.
Un terzo film natalizio, dal titolo Mission unmöglich e collocato cronologicamente tra l'undicesima e la dodicesima stagione, è andato in onda per la prima volta in Germania il 20 dicembre 2012. In Italia ha fatto il suo debutto con il titolo Missione impossibile il 6 aprile 2016 su Rai 2. Questo film include Jutta Spiedel tra i protagonisti.
Un quarto film intitolato Il miracolo di Fatima (Das Wunder von Fatima) è andato in onda per la prima volta il 25 dicembre 2014 in Germania, mentre in Italia è stato trasmesso il 26 aprile 2016 su Rai 2, replicato il 24 dicembre 2017 alle 09:30.

## Set e ambientazione

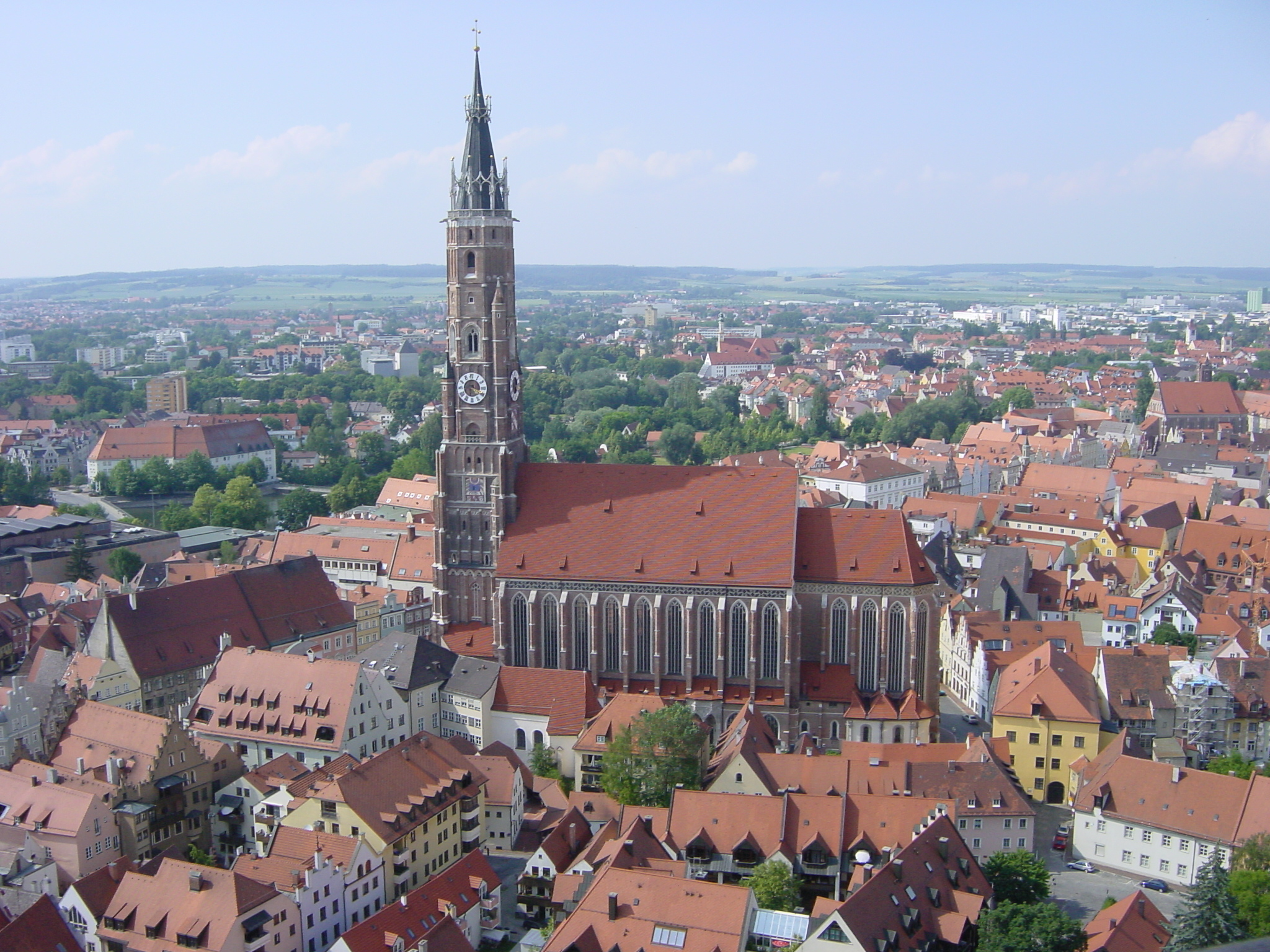
Veduta di Landshut dall'alto

Per le riprese interne ed esterne del municipio è usata la città tedesca di Landshut. Le scene del convento, invece sono registrate nel Castello di Niederaichbach (castello privato). La villa del Sindaco Wöller è un edificio privato, la sua posizione non è nota (diritto alla privacy del proprietario). Il ristorante Zum Ochsen dalla prima alla quinta stagione era la locanda Zur Post a Benediktbeuern e dalla sesta è il Wirtshaus Zum Schlachthof di Monaco di Baviera. L'ufficio della Reverenda Madre generale, nelle diverse stagioni, è al terzo piano della Casa della Letteratura di Monaco di Baviera.

## Critiche e polemiche
Le critiche più ricorrenti sono nate in seguito al fatto che la puntata 8 della decima stagione Un matrimonio fuori dal "comune", in Germania intitolato Romeo und Romeo ("Romeo e Romeo") che tratta di un matrimonio tra due uomini omosessuali celebrato dal sindaco Wöller nel convento delle sorelle di Kaltenthal, è stata censurata da parte di Rai 1, non mandando in onda l'intero episodio, mentre in Germania è stata trasmessa regolarmente. Subito sono partite le reazioni: «La scelta della Rai di censurare la fiction tedesca Un ciclone in convento non mandando in onda la puntata dedicata al tema delle nozze gay, è francamente inquietante». Lo dice la deputata PD Anna Paola Concia, che aggiunge: «Sto presentando un'interrogazione urgente attraverso la commissione di Vigilanza per chiedere a Rai1 che venga trasmessa la puntata censurata. Voglio ricordare a tutti che la fiction Un ciclone in convento, trasmessa in prima serata dall'emittente pubblica tedesca Das Erste, è – spiega Concia – la più seguita in Germania e che sono oramai moltissime le serie televisive trasmesse anche in Italia che affrontano i temi dell'omosessualità e dell'amore gay senza suscitare alcun clamore. È evidente che con questa operazione la dirigenza Rai vuole censurare la realtà».
E ancora: «La decisione di censurare la puntata è stata presa da Rai 1, ovvero Rai Vaticano, la rete più vicina alle gerarchie cattoliche» fa notare Aurelio Mancuso, presidente di Equality Italia. «Il problema sono i dirigenti della televisione pubblica, i quali pensano che gli italiani non siano pronti a vedere scene di questo tipo. Non è così». Mancuso chiede che la Rai trasmetta la puntata "tagliata": «Gli italiani hanno un grande potere, che è quello del telecomando. Se non lo dovessero gradire, cosa che non ritengo possibile, potranno cambiare canale».
Sulla vicenda sono intervenuti, da Monaco, i produttori della serie. La portavoce della ndF, Anja Konen Praxl, trova «stupefacente» la decisione della Rai ed esprime tutto il suo «disappunto» per la cancellazione dell'episodio. «Quando abbiamo lavorato a quella puntata — dice a Repubblica.it — abbiamo fatto in modo di non cadere in nessun luogo comune, la critica tedesca lo ha capito. Abbiamo anche fatto attenzione a far officiare la cerimonia da un sindaco, all'interno di una cappella cattolica. Ho ricevuto moltissime mail di telespettatori che ci hanno voluto ringraziare. Qualche polemica c'è stata, ma solo da parte degli ultracattolici. Per questo ritengo che la scelta della Rai sia stata esagerata. Forse non hanno visto bene l'episodio». Quanto ai dati di ascolto, in Germania, la puntata in questione, fa sapere l'ufficio stampa del programma, è stata vista in prima serata da 6.600.000 persone, pari ad un 20,3% di share.
Mauro Mazza, direttore di Rai 1, cerca di placare le polemiche, alimentate anche dal tam tam sui blog e social network. «Non c'è stata nessuna volontà censoria», afferma il dirigente del primo canale della televisione pubblica, salvo poi ammettere che la puntata in questione è stata cancellata «per evitare una polemica». «È stata una scelta in parte obbligata e in parte editoriale — ha detto Mazza — Avevamo la necessità di togliere una puntata della serie per problemi di spazio editoriale, dovendo variare le puntate abbiamo deciso di togliere questa, in quanto il matrimonio gay avveniva sull'altare di una chiesa cattolica, alla presenza di una suora e di un sindaco. Abbiamo quindi deciso di eliminarla proprio per evitare una polemica e invece ne è scoppiata un'altra per ragioni diverse».
L'episodio in questione è stato finalmente trasmesso in prima visione solamente il 5 aprile 2016 su Rai 2, durante un ciclo di repliche mattutino della serie, con il titolo Un matrimonio fuori dal "comune", e replicato su Rai Premium il 31 agosto dello stesso anno durante un nuovo ciclo pomeridiano. In tale episodio, ciò che ha stupito alcuni cattolici è stato il fatto che una suora zelante, superiora del convento, fa propaganda per un matrimonio fra persone omosessuali e ne sollecita la celebrazione civile in una cappella cattolica, autorizzando il canto dell'Ave Maria e il suono delle campane.